# 1969 no desporto

## Eventos

### Automobilismo
- 18 de maio - Graham Hill vence o GP de Mônaco de Fórmula 1, a sua 14ª e última vitória na categoria. O piloto inglês torna-se Mister Mônaco com as cinco vitórias no Principado na década de 60.[1][2]
- 7 de setembro - Jackie Stewart vence o GP da Itália e torna-se campeão mundial de Fórmula 1 com três provas de antecedência.[3][4]

### Basquete
- 5 de maio - O Boston Celtics é campeão da NBA, após bater o Los Angeles Lakers por 108 a 106, fechando a série em 4-3. É o décimo primeiro título do Celtics.[5]

### Futebol
- 30 de janeiro - O Maccabi Tel Aviv, de Israel, é campeão da Liga dos Campeões da AFC.
- 6 de abril - Inauguração do Estádio Beira-Rio, na partida Internacional 2 x 1 Benfica (Portugal).[6]
- 21 de maio - O Slovan Bratislava, da República Tcheca, é campeão da Recopa Europeia.
- 22 de maio - O Estudiantes de La Plata, da Argentina, é campeão da Taça Libertadores da América.
- 28 de maio - O Milan, da Itália, é campeão da Liga dos Campeões da UEFA pela segunda vez.
- 11 de junho - O Newcastle United, da Inglaterra, é campeão do Inter-Cities Fairs Cup (atual Taça UEFA).
- 15 de junho - O Fluminense é campeão carioca. O Tricolor venceu o Flamengo por 3 a 2 no Maracanã com uma rodada de antecedência.[7]
- 21 de junho - O Santos é campeão paulista.[8]
- 25 de junho - O Cruzeiro vence o Uberaba por 1 a 0 e torna-se pentacampeão mineiro com três rodadas de antecedência.[9]
- 9 de julho - Inauguração do Estádio Batistão, na partida Brasil 8 x 2 Seleção Sergipana.
- 20 de julho - O Coritiba é campeão paranaense.
- 17 de agosto - O Fortaleza é campeão cearense.
- 27 de agosto - O Santa Cruz é campeão pernambucano.
- 31 de agosto - O Brasil vence o Paraguai por 1 a 0 no Maracanã e garante a vaga para a Copa do Mundo no México.[10]
- 14 de setembro - O Paysandu é campeão paraense.
- 30 de setembro - O Cruz Azul, do México, é campeão da Copa dos Campeões da CONCACAF.
- 4 de outubro - O Botafogo é campeão brasileiro de 1968, após vencer o Fortaleza na final da Taça Brasil.[11][12]
- 22 de outubro - O Milan, da Itália, é campeão da Taça Intercontinental.
- 19 de novembro - Pelé marca seu milésimo gol no Maracanã.[13]
- 7 de dezembro - O Palmeiras vence o Botafogo no Morumbi por 3 a 1 e se torna campeão brasileiro pela quarta vez.[12]
- 14 de dezembro - O Metropol é campeão catarinense.
- 17 de dezembro - O Internacional é campeão gaúcho. O time empatou em 0 a 0 com o Grêmio, o 17º título do Colorado, mas o primeiro no estádio Beira-RIo.[14]
- 20 de dezembro - O Nacional é campeão amazonense.
- 21 de dezembro - O Ceará é campeão do Torneio Norte-Nordeste.

## Nascimentos
| Data            | Nome                       | Profissão                  | Nacionalidade                    | Observações | Ref    |
| --------------- | -------------------------- | -------------------------- | -------------------------------- | ----------- | ------ |
| 1 de janeiro    | Viola                      | futebolista                | Brasil                           |             |        |
| 2 de janeiro    | Robby Gordon               | piloto de automobilismo    | Estados Unidos                   |             |        |
| 2 de janeiro    | Domingos Paciência         | futebolista e treinador    | Portugal                         |             |        |
| 3 de janeiro    | Michael Schumacher         | piloto de automobilismo    | Alemanha                         |             |        |
| 6 de janeiro    | Ilie Dumitrescu            | jogador e treinador        | Roménia                          |             |        |
| 10 de janeiro   | Andreas Reinke             | futebolista                | Alemanha                         |             |        |
| 10 de janeiro   | Augusto César Saldanha     | surfista                   | Brasil                           |             |        |
| 12 de janeiro   | Robert Prosinečki          | futebolista                | Croácia                          |             |        |
| 13 de janeiro   | Stefania Belmondo          | esquiadora cross-country   | Itália                           |             |        |
| 18 de janeiro   | Dave Batista               | wrestler                   | Estados Unidos                   |             |        |
| 19 de janeiro   | Predrag Mijatović          | futebolista                | Montenegro                       |             |        |
| 19 de janeiro   | Steve Staunton             | futebolista e treinador    | Irlanda                          |             |        |
| 23 de janeiro   | Andrei Kanchelskis         | futebolista                | Ucrânia                          |             |        |
| 28 de janeiro   | Fernando Cornejo           | futebolista                | Chile                            | m. 2009     | [ 15 ] |
| 29 de janeiro   | Motohiro Yamaguchi         | futebolista                | Japão                            |             |        |
| 29 de janeiro   | Wagner Lopes               | futebolista                | Japão · Brasil (nasc.)           |             |        |
| 1 de fevereiro  | Gabriel Batistuta          | futebolista                | Argentina                        |             |        |
| 2 de fevereiro  | Igor Shalimov              | futebolista                | Rússia                           |             |        |
| 2 de fevereiro  | Valery Karpin              | futebolista                | Estónia                          |             |        |
| 6 de fevereiro  | Massimo Busacca            | árbitro                    | Suíça                            |             |        |
| 7 de fevereiro  | Fernando Cáceres           | futebolista                | Argentina                        |             |        |
| 12 de fevereiro | Hong Myung-Bo              | futebolista                | Coreia do Sul                    |             |        |
| 12 de fevereiro | Steve Backley              | atleta, lançador de dardo  | Reino Unido                      |             |        |
| 13 de fevereiro | Rudi Vata                  | futebolista                | Albânia                          |             |        |
| 16 de fevereiro | Fermín Cacho               | atleta, meio-fundista      | Espanha                          |             |        |
| 20 de fevereiro | Siniša Mihajlović          | futebolista e treinador    | Sérvia                           |             |        |
| 21 de fevereiro | Tony Meola                 | futebolista                | Estados Unidos                   |             |        |
| 22 de fevereiro | Brian Laudrup              | futebolista                | Dinamarca                        |             |        |
| 22 de fevereiro | Marc Wilmots               | futebolista                | Bélgica                          |             |        |
| 22 de fevereiro | Shaka Hislop               | futebolista                | Trinidad e Tobago                |             |        |
| 4 de março      | Pierluigi Casiraghi        | futebolista                | Itália                           |             |        |
| 7 de março      | Hideki Noda                | piloto de automobilismo    | Japão                            |             |        |
| 10 de março     | Ximena Restrepo            | atleta, velocista          | Colômbia                         |             |        |
| 13 de março     | Luca Bucci                 | futebolista                | Itália                           |             |        |
| 21 de março     | Ali Daei                   | futebolista e treinador    | Irão                             |             |        |
| 24 de março     | Luís Oliveira              | futebolista                | Bélgica · Brasil (nasc.)         |             |        |
| 28 de março     | Earnie Stewart             | futebolista                | Países Baixos                    |             |        |
| 28 de março     | Ilke Wyludda               | atleta, lançadora de disco | Alemanha                         |             |        |
| 28 de março     | Márcia Narloch             | atleta, maratonista        | Brasil                           |             |        |
| 30 de março     | Troy Bayliss               | piloto de motociclismo     | Austrália                        |             |        |
| 31 de março     | Francesco Moriero          | futebolista                | Itália                           |             |        |
| 1 de abril      | Nuno Fernandes             | atleta, saltador com vara  | Portugal                         |             |        |
| 5 de abril      | Tomislav Piplica           | futebolista                | Bósnia e Herzegovina             |             |        |
| 7 de abril      | Vadim Naumov               | patinador artístico        | Rússia                           |             |        |
| 12 de abril     | Lucas Radebe               | futebolista                | África do Sul                    |             |        |
| 18 de abril     | Stefan Schwarz             | futebolista                | Suécia                           |             |        |
| 23 de abril     | P. J. Jones                | piloto de automobilismo    | Estados Unidos                   |             |        |
| 16 de abril     | Germán Burgos              | futebolista                | Argentina                        |             |        |
| 19 de abril     | Susan Polgar               | enxadrista                 | Estados Unidos · Hungria (nasc.) |             |        |
| 23 de abril     | Yelena Shushunova          | ginasta                    | Rússia (atual) · União Soviética | m. 2018     | [ 16 ] |
| 24 de abril     | Pablo Alfaro               | futebolista                | Espanha                          |             |        |
| 26 de abril     | Geoff Boss                 | piloto de automobilismo    | Estados Unidos                   |             |        |
| 27 de abril     | Valerio Fiori              | futebolista                | Itália                           |             |        |
| 28 de abril     | Leonardo Manzi             | futebolista                | Brasil                           |             |        |
| 2 de maio       | Vladislav Ternavski        | futebolista                | Ucrânia                          |             |        |
| 5 de maio       | Sophie Moniotte            | patinadora artística       | França                           |             |        |
| 6 de maio       | Jim Magilton               | futebolista e treinador    | Irlanda                          |             |        |
| 9 de maio       | Ronny Gaspercic            | futebolista                | Bélgica                          |             |        |
| 9 de maio       | Hugo Hoyama                | mesa-tenista               | Brasil                           |             |        |
| 9 de maio       | Hugo Maradona              | ex-jogador e treinador     | Argentina                        | m. 2021     | [ 17 ] |
| 10 de maio      | Javier Margas              | futebolista e empresário   | Chile                            |             |        |
| 10 de maio      | Dennis Bergkamp            | futebolista                | Países Baixos                    |             |        |
| 17 de maio      | José Chamot                | futebolista                | Argentina                        |             |        |
| 18 de maio      | Antônio Carlos Zago        | futebolista                | Brasil                           |             |        |
| 23 de maio      | Laurent Aïello             | piloto de automobilismo    | França                           |             |        |
| 2 de junho      | Paulo Sérgio               | futebolista                | Brasil                           |             |        |
| 2 de junho      | Túlio Maravilha            | futebolista                | Brasil                           |             |        |
| 8 de junho      | Jerry Sikhosana            | futebolista e treinador    | África do Sul                    |             |        |
| 8 de junho      | Dariusz Wosz               | futebolista                | Alemanha                         |             |        |
| 9 de junho      | Eric Wynalda               | futebolista                | Estados Unidos                   |             |        |
| 10 de junho     | Cosmin Olăroiu             | treinador                  | Roménia                          |             |        |
| 11 de junho     | Sergey Yuran               | futebolista e treinador    | Ucrânia                          |             |        |
| 13 de junho     | Svetlana Krivelyova        | atleta, lançadora de peso  | Rússia                           |             |        |
| 14 de junho     | Steffi Graf                | tenista                    | Alemanha                         |             |        |
| 15 de junho     | Oliver Kahn                | futebolista                | Alemanha                         |             |        |
| 17 de junho     | Paul Tergat                | atleta, maratonista        | Quênia                           |             |        |
| 17 de junho     | Ilya Tsymbalar             | futebolista                | Ucrânia                          | m. 2013     | [ 18 ] |
| 20 de junho     | Paulo Bento                | jogador e treinador        | Portugal                         |             |        |
| 22 de junho     | Ronald Fuentes             | futebolista                | Chile                            |             |        |
| 23 de junho     | Fernanda Ribeiro           | atleta, fundista           | Portugal                         |             |        |
| 24 de junho     | Thabo Mngomeni             | futebolista                | África do Sul                    |             |        |
| 27 de junho     | Viktor Petrenko            | patinador artístico        | Ucrânia                          |             |        |
| 28 de junho     | Stéphane Chapuisat         | futebolista                | Suíça                            |             |        |
| 30 de junho     | Carlos Llamosa             | futebolista                | Colômbia                         |             |        |
| 4 de julho      | Vanderlei Cordeiro de Lima | atleta                     | Brasil                           |             |        |
| 6 de julho      | Fernando Redondo           | futebolista                | Argentina                        |             |        |
| 17 de julho     | Jaan Kirsipuu              | ciclista                   | Estónia                          |             |        |
| 22 de julho     | Teresa Machado             | atleta, lançadora de disco | Portugal                         | m. 2020     | [ 19 ] |
| 23 de julho     | Marco Bode                 | futebolista                | Alemanha                         |             |        |
| 23 de julho     | Stéphane Diagana           | atleta, barreirista        | França                           |             |        |
| 25 de julho     | Artur Partyka              | atleta, saltador em altura | Polónia                          |             |        |
| 27 de julho     | Triple H                   | lutador e actor            | Estados Unidos                   |             |        |
| 2 de agosto     | Fernando Couto             | futebolista                | Portugal                         |             |        |
| 13 de agosto    | Midori Ito                 | patinadora artística       | Japão                            |             |        |
| 15 de agosto    | Carlos Roa                 | futebolista                | Argentina                        |             |        |
| 3 de setembro   | Jörg Müller                | piloto de automobilismo    | Alemanha                         |             |        |
| 5 de setembro   | Leonardo Araújo            | futebolista                | Brasil                           |             |        |
| 7 de setembro   | Rudy Galindo               | patinador artístico        | Estados Unidos                   |             |        |
| 15 de setembro  | Márcio Santos              | futebolista                | Brasil                           |             |        |
| 17 de setembro  | Sergio Berti               | futebolista                | Argentina                        |             |        |
| 17 de setembro  | Bismarck Barreto Faria     | futebolista                | Brasil                           |             |        |
| 18 de setembro  | Nezha Bidouane             | atleta, barreirista        | Marrocos                         |             |        |
| 18 de setembro  | Paulo Sérgio Gralak        | futebolista                | Brasil                           |             |        |
| 23 de setembro  | Gerhard Poschner           | futebolista                | Alemanha                         |             |        |
| 29 de setembro  | Ivica Vastić               | futebolista                | Áustria                          |             |        |
| 2 de outubro    | Dejan Govedarica           | futebolista                | Sérvia                           |             |        |
| 3 de outubro    | Massimiliano Papis         | piloto de automobilismo    | Itália                           |             |        |
| 3 de outubro    | Magnus Svensson            | futebolista                | Suécia                           |             |        |
| 6 de outubro    | Ogün Temizkanoğlu          | futebolista                | Turquia                          |             |        |
| 11 de outubro   | Jury Chechi                | ginasta                    | Itália                           |             |        |
| 13 de outubro   | Andrei Bushkov             | patinador artístico        | Rússia                           |             |        |
| 13 de outubro   | Nancy Kerrigan             | patinadora artística       | Estados Unidos                   |             |        |
| 13 de outubro   | Omari Tetradze             | futebolista                | Rússia                           |             |        |
| 14 de outubro   | Viktor Onopko              | futebolista                | Rússia · Ucrânia (nasc.)         |             |        |
| 15 de outubro   | Vítor Baía                 | futebolista                | Portugal                         |             |        |
| 18 de outubro   | Nelson Vivas               | futebolista                | Argentina                        |             |        |
| 19 de outubro   | Erwin Sánchez              | futebolista                | Bolívia                          |             |        |
| 25 de outubro   | Oleg Salenko               | futebolista                | Rússia                           |             |        |
| 27 de outubro   | Michael Tarnat             | futebolista                | Alemanha                         |             |        |
| 1 de novembro   | Óscar Ruiz                 | árbitro                    | Colômbia                         |             |        |
| 10 de novembro  | Jens Lehmann               | futebolista                | Alemanha                         |             |        |
| 10 de novembro  | Faustino Asprilla          | futebolista                | Colômbia                         |             |        |
| 13 de novembro  | Jeret Schroeder            | piloto de automobilismo    | Estados Unidos                   |             |        |
| 19 de novembro  | Philippe Adams             | piloto de automobilismo    | Bélgica                          |             |        |
| 19 de novembro  | Ertuğrul Sağlam            | jogador e treinador        | Turquia                          |             |        |
| 23 de novembro  | Olivier Beretta            | piloto de automobilismo    | Mónaco                           |             |        |
| 24 de novembro  | Jacinto Espinoza           | futebolista                | Equador                          |             |        |
| 26 de novembro  | Krunoslav Jurčić           | futebolista                | Croácia                          |             |        |
| 29 de novembro  | Pierre van Hooijdonk       | futebolista                | Países Baixos                    |             |        |
| 29 de novembro  | Mariano Rivera             | jogador de baseball        | Panamá                           |             |        |
| 29 de novembro  | Kasey Keller               | futebolista                | Estados Unidos                   |             |        |
| 29 de novembro  | Tomas Brolin               | futebolista                | Suécia                           |             |        |
| 9 de dezembro   | Bixente Lizarazu           | futebolista                | França                           |             |        |
| 11 de dezembro  | Arthur Numan               | futebolista                | Países Baixos                    |             |        |
| 11 de dezembro  | Viswanathan Anand          | enxadrista                 | Índia                            |             |        |
| 18 de dezembro  | Santi Cañizares            | futebolista                | Espanha                          |             |        |
| 23 de dezembro  | Greg Biffle                | piloto de automobilismo    | Estados Unidos                   |             |        |
| 26 de dezembro  | Thomas Linke               | futebolista                | Alemanha                         |             |        |
| 27 de dezembro  | Chyna                      | wrestler                   | Estados Unidos                   | m. 2016     | [ 20 ] |
| 27 de dezembro  | Jean-Christophe Boullion   | piloto de automobilismo    | França                           |             |        |
| 29 de dezembro  | Allan McNish               | piloto de automobilismo    | Escócia                          |             |        |

## Mortes
| Data           | Nome                 | Profissão                          | Nacionalidade  | Observações | Ref |
| -------------- | -------------------- | ---------------------------------- | -------------- | ----------- | --- |
| 9 de fevereiro | Manuel Plaza Reyes   | atleta, maratonista                | Chile          | n. 1900     |     |
| 2 de junho     | Christen Christensen | patinador artístico                | Noruega        | n. 1904     |     |
| 23 de junho    | Volmari Iso-Hollo    | atleta, fundista                   | Finlândia      | n. 1907     |     |
| 31 de agosto   | Rocky Marciano       | pugilista                          | Estados Unidos | n. 1923     |     |
| 6 de setembro  | Arthur Friedenreich  | futebolista                        | Brasil         | n. 1892     |     |
| 9 de outubro   | Elsa Rendschmidt     | patinadora artística               | Alemanha       | n. 1886     |     |
| 12 de outubro  | Sonja Henie          | patinadora artística               | Noruega        | n. 1912     |     |
| 14 de novembro | Fanny Rosenfeld      | atleta, hoquista e basquetebolista | Canadá         | n. 1904     |     |